# NGC 4451
NGC 4451 ist eine spiralförmige Zwerggalaxie mit ausgedehnten Sternentstehungsgebieten vom Hubble-Typ Sbc: im Sternbild Jungfrau nördlich der Ekliptik. Sie ist schätzungsweise 36 Mio. Lichtjahre von der Milchstraße entfernt und hat einen Durchmesser von etwa 15.000 Lj. Die Galaxie wird unter der Katalognummer VVC 1118 als Teil des Virgo-Galaxienhaufens gelistet.

Im selben Himmelsareal befinden sich u. a. die Galaxien NGC 4424, NGC 4445, IC 3366, IC 3430.
Die Typ-IIP-Supernova SN 1985G wurde hier beobachtet.
Das Objekt wurde am 19. März 1865 vom deutsch-dänischen Astronomen Heinrich d’Arrest mithilfe eines 11-Zoll-Teleskops entdeckt.